# Витоня (гмина)
Витоня (пол. Witonia) до XVI века Витуня (пол. Witunia) — сельская гмина (волость) в Польше, административно входящая в состав Ленчицкого повета Лодзинского воеводства. Население гмины в 2024 году составляло 3005 человек.

## Состав гмины
В 1893 году в состав гмины Витоня, помимо одноимённого села, являвшегося её административным центром, входило 32 населённых пункта: Адамув, Бышев, Будки, Варгава-Млода, Варгава-Стара, Вежики, Венглевице, Гаево, Гледзянув, Гледзянувек, Зеленев, Костусин, Крокошице, Ктеры, Кухары, Лешно, Марыанки, Михалув, Недзажев, Обидув, Обидувек, Орачев, Пяски, Рудники, Рыбитвы, Стшегоцин, Увелинек, Шамовски, Шамув, Юзефкув, Юзефув и Юлинки. После ряда административно-территориальных изменений, в составе гмины в 2024 году осталось лишь 24 населённых пункта.

## Население
|        | 1893 | 2004 | 2013 | 2024 |
| ------ | ---- | ---- | ---- | ---- |
| Всего  | 6273 | 3575 | 3425 | 3005 |
| Женщин |      |      |      | 1529 |
| Мужчин |      |      |      | 1476 |

## Соседние гмины
1. Гмина Дашина
2. Гмина Гура-Свентей-Малгожаты
3. Гмина Кшижанув
4. Гмина Кутно
5. Гмина Ленчица